# Sluizen van Fonseranes

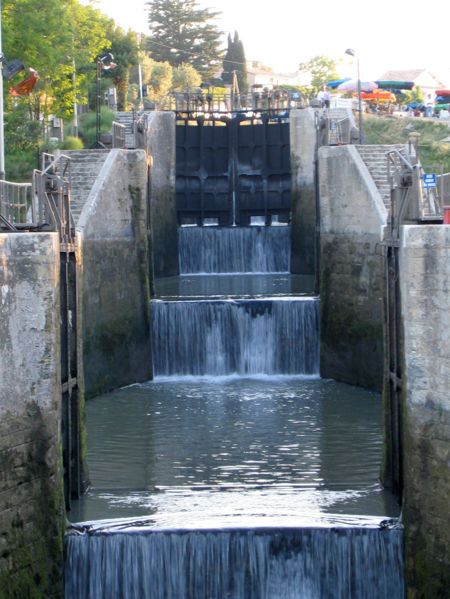
Geopende sluizen

De sluizen van Fonseranes (Frans: Écluses de Fonseranes) is een sluizencomplex bestaande uit oorspronkelijk acht sluiskamers (negen sluizen) in het Canal du Midi ten westen van de Franse stad Béziers. De bouw vond plaats tussen 1673 en 1680.
Nadat in 1858 de kanaalbrug over de Orb werd opengesteld konden twee van de acht sluiskamers van het sluizencomplex worden gesloten.
Over een afstand van 300 meter worden boten 21,5 m in de hoogte verplaatst in westelijke richting.
Het complex is een Monument historique sinds 1996 en trekt jaarlijks meer dan 300.000 bezoekers.